# Claude Bancilhon
Claude Michel Bancilhon (Parigi, 22 aprile 1931 – Parigi, 22 luglio 2014) è stato uno schermidore francese, vincitore di due medaglie d'oro e due d'argento ai campionati mondiali di scherma.